# 米卡埃爾·伊沙克
米卡埃爾·伊沙克（瑞典語：Mikael Ishak；1993年3月31日—）是一位瑞典足球運動員。在場上的位置是前鋒。他現在效力於波蘭足球甲級聯賽球隊列治普斯納。他也代表瑞典U21國家足球隊參賽。